# Salimbene de Adam
Fra Salimbene de Adam (Parme, 9 octobre 1221 - Montefalcone, Reggio d'Émilie, 1288), est un chroniqueur et frère franciscain, disciple de Joachim de Flore, dont la seule œuvre qui nous soit parvenue, la Chronique (Cronica), est une source importante pour l'histoire de l'Italie du XIIIe siècle. Il est également l'auteur d'autres chroniques, de traités et de poésies qui n'ont pas été conservées.

## Biographie
Salimbene naît le 9 octobre 1221 à Parme dans une bâtisse qui jouxte le baptistère du duomo au sein d'une famille noble. Son père, Gui de Adamo, a participé à la quatrième croisade en compagnie de Baudouin de Flandre. C'est également un proche de l'évêque de Parme et cousin de l'avocat de la commune. Il vit quinze ans avec sa grand-mère, qui lui apprend à éviter la malam societam et à rechercher la bonam. Rapidement il étudie la grammaire, le premier des sept arts libéraux.
Il entre tout d'abord sous le nom de Ognibene dans l'ordre franciscain le 4 février 1238. Il agit contre la volonté de son père, qui souhaite assurer la descendance de la famille, le second fils Guido étant aussi dans les ordres. Il mène ensuite une vie entière d'itinérance, en se déplaçant de couvents en couvents, au sein de son Ordre. Il effectue son année de noviciat à Fano puis se rend à Jesi, pour échapper à son père, et à Lucques. De passage à Città di Castello, il rencontre un vieux frère franciscain qui lui reproche son nom d'Ognibene (« tout bien ») et lui affirme que « nul n'est bon, hormis Dieu seul ». Il renonce donc à celui-ci et prend désormais le nom, plus humble, de Salimbene .
Lors de son passage à Lucques, il fait la rencontre de l'empereur Frédéric II. Il séjourne à Sienne pendant deux ans, où il croise la route de Bernard de Quintavalle, avant de partir pour Pise puis pour Crémone. En 1247, alors qu'il est à Parme, assiégée par les forces impériales, il est envoyé en France. Pendant son voyage il s'arrête à Lyon, siège de la cour pontificale, où il rencontre Innocent IV. À Villefranche, il rencontre Jean de Plan Carpin, qui lui fait le récit de son voyage en Asie centrale. À Auxerre, il rencontre le roi de France Louis IX dont il fait le portrait dans sa chronique. Lors d'un séjour en Provence, il rencontre Jean de Parme, ministre général des Frères Mineurs. Il fait aussi la connaissance du frère Hugues de Digne, « un des plus grands clercs du monde », joachimiste réputé, qui lui enseigne la doctrine de l'abbé calabrais Joachim de Flore. En 1248, il est à Gênes, où il est ordonné prêtre. Le ministre provincial de Bologne, frère Rufino Gurgone, lui confie alors le siège de Ferrare, où il reste sept ans de 1249 à 1256. Il passe les deux années suivantes à Reggio d'Émilie. En 1260, il se détache définitivement des thèses de Joachim de Flore et poursuit son existence itinérante dans les nombreux couvents franciscains de la région de Bologne. Il débute la rédaction de sa Chronique en 1283, pendant un séjour à Reggio d'Émilie. En 1285, il se rend au couvent de Montefalcone, à proximité de San Polo d'Enza, dans la province de Reggio d'Émilie, là où son frère Guido est enterré. Il y meurt lui-même vers 1288.

## La Chronique
Une version partielle de la Chronica de Salimbene de Adam nous est parvenue, écrite en latin qui souvent se mue en un latin vulgaire mais qui comprend une grande richesse de récits et de nouvelles au point d'en faire un des fonds historiques les plus intéressants du XIIIe siècle. Cette chronique a été écrite entre 1283 et 1285.
Il s'agit d'une chronique de la vie religieuse et politique italienne des 120 années qui vont de 1168 à 1287, écrite dans un style très personnel où transparaissent les caractéristiques d'un auteur complexe et multiforme : cultivé et proche du vulgaire, spirituel et fougueux, attentif à l'histoire et grand connaisseur de la Bible. 

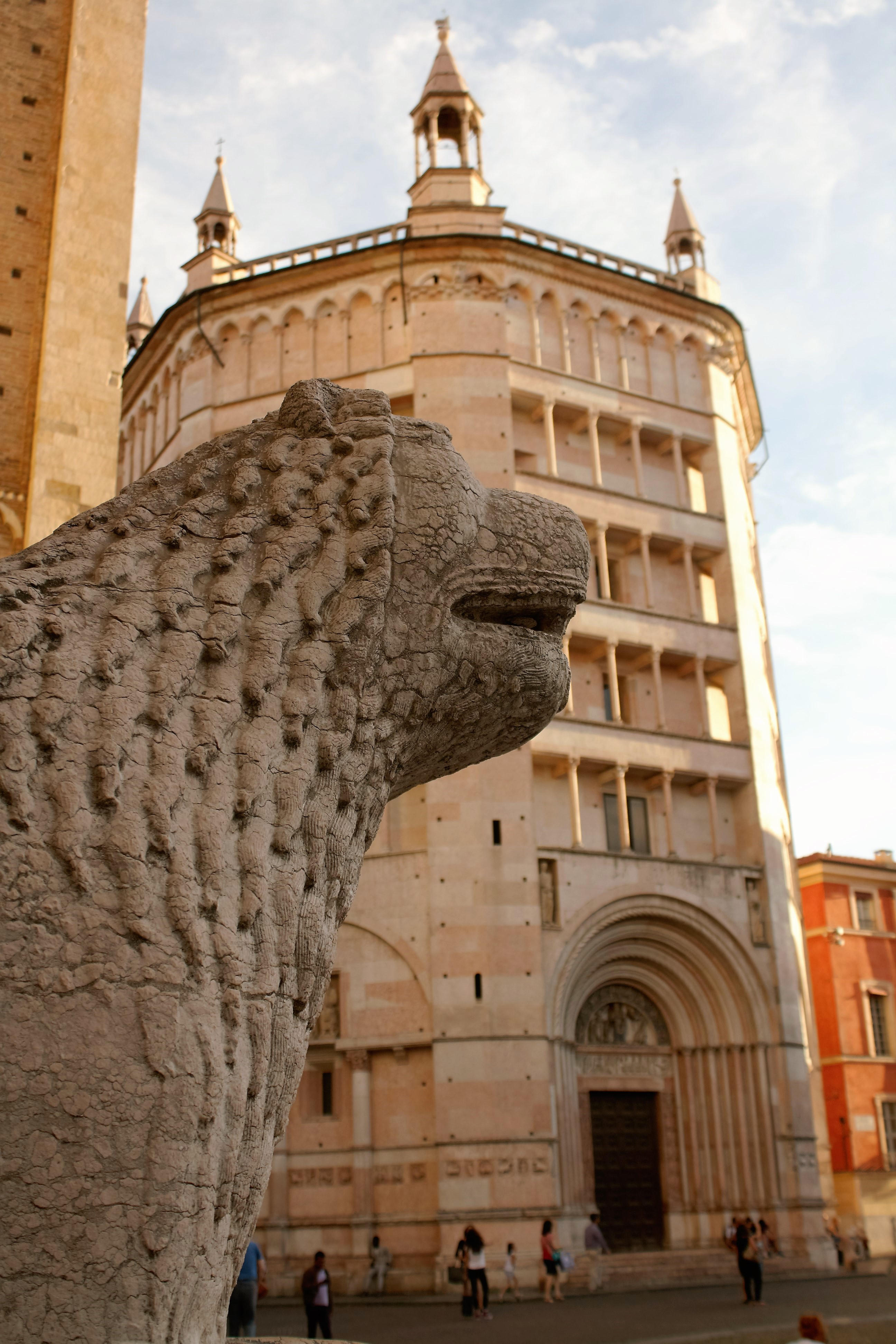
Baptistère de Parme

Sa conscience paysanne est particulièrement perceptible : « la canicule qui endommage le froment, les orages, les chutes néfastes de neige, les fruits des amandiers en Provence lorsqu'à Gênes ils sont encore en floraison... », « Les gens de ce pays [la région d'Auxerre] ne sèment point, ne moissonnent point, n'amassent point dans les greniers. Il leur suffit d'envoyer leur vin à Paris par la rivière toute proche, qui précisément y descend. La vente du vin en cette ville leur procure de beaux profits qui leur paient entièrement le vivre et le vêtement. »
C'est une œuvre historiquement importante : l'auteur restitue de manière vive le fléau des guerres entre l'Église et l'Empire, il décrit les personnages tels que les papes, les cardinaux comme les femmes du monde et les femmes du peuple, les mendiants et les prophètes, tous vus de près.
Cette œuvre est aussi la principale source pour reconstruire la biographie de son auteur, car il y parle avec abondance des détails de sa propre vie et des œuvres écrites par lui, malheureusement toutes perdues.
Notamment, sont mentionnés les XII scelera Friderici imperatoris, œuvre qui devait avoir un caractère polémique : elle servit d'opuscule de propagande anti-impériale après la défaite de Vittoria en 1248. Dans la même Chronica, Frédéric II est décrit comme « un homme pestiféré et maudit, schismatique, hérétique et épicurien, corrupteur de toute la terre », un homme avare qui combattait l'Église uniquement pour s'emparer des biens ecclésiastiques. Parmi les nombreux récits dénigrant Frédéric II, la chronique relate qu'il aurait confié des nouveau-nés à des nourrices qui devaient s'en occuper avec soin mais sans jamais leur parler. L'empereur voulait ainsi « expérimenter quel langage et expression auraient des enfants élevés sans entendre jamais parler ». Mais, selon le chroniqueur, les bébés ne purent survivre à l'absence de langage.

### Édition critique
- (la) Salimbene de Adam, Cronica, nuova ed. critica, a cura di Giuseppe Scalia, Bari, Laterza, 1966. [Volume 1] [Volume 2]

### Traductions partielles en français
- P. M. d' Aincreville, « Voyage de Salimbene en France (1247-1248) », dans La France franciscaine, t. 1, 1912 (lire en ligne), p. 25-75
- M.-T. Laureilhe, Jourdain de Ciano, Thomas d'Eccleston et Salimbene d'Adam, chroniques traduites et commentées, Paris, d1959.

### Traductions dans d'autres langues
- (it) Salimbene de Adam, Cronaca, traduction de Carlo Tonna avec une introduction de Mario Lavagetto, Reggio Emilia, Diabasis, 2006.
- (en) Salimbene de Adam, The Chronicle of Salimbene de Adam, éditée par Joseph L. Baird, Binghamton, Medieval and Renaissance Text Studies, vol. 40, 1986.

### Études sur Salimbene
- Olivier Guyotjeannin, Salimbene de Adam : un chroniqueur franciscain, Turnhout, Brepols, collection « Témoins de notre histoire », 1995

Traduction de nombreux extraits de la chronique, précédée d'une introduction de O. Guyotjeannin
- Jacques Paul, « Le voyage en France de frère Salimbene (1247-1248) », dans Voyage, quête, pèlerinage dans la littérature et la civilisation médiévale, Aix-en-Provence, Presses universitaires de Provence, 1976, p. 41-59. [lire en ligne]
- (it) Nino Scivoletto, Fra Salimbene da Parma e la storia politica e religiosa del secolo decimoterzo, ed. G. Laterza, Bari, 1950.
- (it) V. Dronetti (a cura di) Salimbene da Parma - Storia di Santi, di Profeti e di ciarlatani, Milan, Xenia, 1989.
- (it) Carlo Fornari, Frati, Antipapi ed Eretici Parmensi, protagonisti delle lotte religiose medievali, Silva Editore, Parme, octobre 1994.
- (it) Carlo Fornari, Federico II – Un sogno imperiale svanito a Vittoria, Silva Editore, 1998.